# Ardit Hoxhaj
Ardit Hoxhaj (Valona, 20 luglio 1994) è un calciatore albanese, attaccante del Flamurtari Valona.

## Carriera

### Club
Il 6 ottobre 2012 debutta con la maglia del Flamurtari Valona nella massima serie del campionato albanese.
Il 22 gennaio 2017 viene acquistato in prestito oneroso per 25.000 euro dal Korabi.

### Nazionale
Debutta con la maglia della nazionale albanese Under-21 il 10 ottobre 2016 nella partita valida per le qualificazioni all'Europeo 2017, persa per 4 a 0 contro Israele Under-21, subentrando nel secondo tempo.

## Statistiche

### Presenze e reti nei club
Statistiche aggiornate al 29 maggio 2023.
| Stagione                 | Squadra                  | Campionato               | Campionato | Campionato | Coppe nazionali | Coppe nazionali | Coppe nazionali | Coppe continentali | Coppe continentali | Coppe continentali | Altre coppe | Altre coppe | Altre coppe | Totale | Totale |
| Stagione                 | Squadra                  | Comp                     | Pres       | Reti       | Comp            | Pres            | Reti            | Comp               | Pres               | Reti               | Comp        | Pres        | Reti        | Pres   | Reti   |
| ------------------------ | ------------------------ | ------------------------ | ---------- | ---------- | --------------- | --------------- | --------------- | ------------------ | ------------------ | ------------------ | ----------- | ----------- | ----------- | ------ | ------ |
| 2012-2013                | Flamurtari Valona        | KS                       | 1          | 0          | CA              | 1               | 0               | -                  | -                  | -                  | -           | -           | -           | 2      | 0      |
| 2013-gen. 2014           | Flamurtari Valona        | KS                       | 0          | 0          | CA              | 3               | 0               | -                  | -                  | -                  | -           | -           | -           | 3      | 0      |
| gen.-giu. 2014           | Himara                   | KP                       | 12         | 0          | CA              | 0               | 0               | -                  | -                  | -                  | -           | -           | -           | 12     | 0      |
| 2014-2015                | Bylis Ballsh             | KP                       | 25         | 5          | CA              | 3               | 0               | -                  | -                  | -                  | -           | -           | -           | 28     | 5      |
| 2015-2016                | Bylis Ballsh             | KS                       | 31         | 7          | CA              | 4               | 0               | -                  | -                  | -                  | -           | -           | -           | 35     | 7      |
| Totale Bylis Ballsh      | Totale Bylis Ballsh      | Totale Bylis Ballsh      | 56         | 12         |                 | 7               | 0               |                    | -                  | -                  |             | -           | -           | 63     | 12     |
| 2016-gen. 2017           | Skënderbeu               | KS                       | 2          | 0          | CA              | 3               | 0               | -                  | -                  | -                  | SA          | 0           | 0           | 5      | 0      |
| gen.-giu. 2017           | Korabi                   | KS                       | 16         | 0          | CA              | 0               | 0               | -                  | -                  | -                  | -           | -           | -           | 16     | 0      |
| 2017-2018                | Flamurtari Valona        | KS                       | 27         | 2          | CA              | 7               | 2               | -                  | -                  | -                  | -           | -           | -           | 34     | 4      |
| 2018-mar. 2019           | Skënderbeu               | KS                       | 8          | 1          | CA              | 2               | 1               | -                  | -                  | -                  | SA          | 0           | 0           | 10     | 2      |
| Totale Skënderbeu        | Totale Skënderbeu        | Totale Skënderbeu        | 10         | 1          |                 | 5               | 1               |                    | -                  | -                  |             | 0           | 0           | 15     | 2      |
| mar.-giu. 2019           | Ferizaj                  | SL                       | 0          | 0          | CK              | 0               | 0               | -                  | -                  | -                  | -           | -           | -           | 0      | 0      |
| 2019-2020                | Flamurtari Valona        | KS                       | 33         | 8          | CA              | 3               | 2               | -                  | -                  | -                  | -           | -           | -           | 36     | 10     |
| Totale Flamurtari Valona | Totale Flamurtari Valona | Totale Flamurtari Valona | 61         | 10         |                 | 14              | 4               |                    | -                  | -                  |             | -           | -           | 75     | 14     |
| 2020-2021                | Vllaznia                 | KS                       | 35         | 12         | CA              | 5               | 1               | -                  | -                  | -                  | -           | -           | -           | 40     | 13     |
| 2021-2022                | Vllaznia                 | KS                       | 23         | 3          | CA              | 7               | 3               | UECL               | 3                  | 0                  | SA          | 0           | 0           | 33     | 6      |
| 2022-2023                | Vllaznia                 | KS                       | 36         | 5          | CA              | 8               | 1               | UECL               | 2                  | 1                  | SA          | 1           | 0           | 47     | 7      |
| Totale Vllaznia          | Totale Vllaznia          | Totale Vllaznia          | 94         | 20         |                 | 20              | 5               |                    | 5                  | 1                  |             | 1           | 0           | 120    | 26     |
| Totale carriera          | Totale carriera          | Totale carriera          | 249        | 43         |                 | 46              | 10              |                    | 5                  | 1                  |             | 1           | 0           | 301    | 54     |

### Cronologia presenze e reti in nazionale
| Cronologia completa delle presenze e delle reti in nazionale ― Albania under 21 | Cronologia completa delle presenze e delle reti in nazionale ― Albania under 21 | Cronologia completa delle presenze e delle reti in nazionale ― Albania under 21 | Cronologia completa delle presenze e delle reti in nazionale ― Albania under 21 | Cronologia completa delle presenze e delle reti in nazionale ― Albania under 21 | Cronologia completa delle presenze e delle reti in nazionale ― Albania under 21 | Cronologia completa delle presenze e delle reti in nazionale ― Albania under 21 | Cronologia completa delle presenze e delle reti in nazionale ― Albania under 21 |
| Data                                                                            | Città                                                                           | In casa                                                                         | Risultato                                                                       | Ospiti                                                                          | Competizione                                                                    | Reti                                                                            | Note                                                                            |
| ------------------------------------------------------------------------------- | ------------------------------------------------------------------------------- | ------------------------------------------------------------------------------- | ------------------------------------------------------------------------------- | ------------------------------------------------------------------------------- | ------------------------------------------------------------------------------- | ------------------------------------------------------------------------------- | ------------------------------------------------------------------------------- |
| 10-10-2016                                                                      | Petah Tiqwa                                                                     | Israele under 21                                                                | 4 – 0                                                                           | Albania under 21                                                                | Qual. Europeo Under-21 2017                                                     | -                                                                               | 46’                                                                             |
| Totale                                                                          |                                                                                 | Presenze                                                                        | 1                                                                               |                                                                                 | Reti                                                                            | 0                                                                               |                                                                                 |

## Palmarès

### Club

#### Competizioni nazionali
- Coppa d'Albania: 2

Vllaznia: 2020-2021, 2021-2022